# 市ノ渡三四四
市ノ渡 三四四（いちのわたり みつよし、1959年4月2日 - ）は、青森県上北郡七戸町（旧・天間林村）出身で時津風部屋に所属した元大相撲力士。本名は四股名と同じ市ノ渡 三四四。現役時代の体格は身長184cm、体重145kg。最高位は東十両5枚目（1985年5月場所）。得意技は左四つ、寄り、掬い投げ。

## 人物
本名と同じ天間林村市ノ渡地区出身。名前「三四四」は、1959年（昭和34年）4月生まれであることに由来する。三本木農業高校時代から本格的に相撲を初め、東京農業大学時代には全国大会に出場するなど活躍した。農大と縁のある時津風部屋に入門し、1982年3月場所に幕下付出で初土俵を踏んだ。左四つが得意でありながら、突き押しでも力を発揮し、初土俵から勝ち越しを続けた。1983年3月場所に十両に昇進。十両でも安定した成績を残し入幕を期待されたが、故障が多く1985年5月場所を最後に幕下に陥落した。その後1987年5月場所に1場所だけ十両に復帰したが、幕下で低迷し1989年9月場所を最後に現役を引退した。
1986年7月場所5日目、幕下の梅の里昭二戦において、大相撲史上最後の引分を記録した。

## 主な戦績
- 通算成績：205勝190敗22休1分 勝率.519
- 十両成績：75勝90敗15休 勝率.455
- 現役在位：46場所
- 十両在位：12場所
- 各段優勝
  - 幕下優勝：1回（1982年11月場所）

## 場所別成績
| | 一月場所 初場所（東京） | 三月場所 春場所（大阪） | 五月場所 夏場所（東京） | 七月場所 名古屋場所（愛知） | 九月場所 秋場所（東京） | 十一月場所 九州場所（福岡） |
| --- | ----------------------- | ----------------------- | ----------------------- | --------------------------- | ----------------------- | --------------------------- |
| 1982年 （昭和57年） | x                       | 幕下付出60枚目 6–1      | 西幕下30枚目 3–4        | 東幕下46枚目 6–1            | 東幕下18枚目 4–3        | 西幕下13枚目 優勝 6–1       |
| 1983年 （昭和58年） | 東幕下3枚目 5–2         | 西十両12枚目 9–6        | 西十両6枚目 7–8         | 東十両8枚目 8–7             | 東十両6枚目 6–9         | 東十両9枚目 5–10            |
| 1984年 （昭和59年） | 東幕下筆頭 4–3          | 東十両12枚目 9–6        | 東十両8枚目 休場 0–0–15 | 東幕下9枚目 4–3             | 東幕下5枚目 5–2         | 西十両13枚目 8–7            |
| 1985年 （昭和60年） | 西十両10枚目 8–7        | 東十両5枚目 6–9         | 西十両10枚目 4–11       | 西幕下7枚目 5–2             | 西幕下3枚目 3–4         | 西幕下8枚目 4–3             |
| 1986年 （昭和61年） | 東幕下4枚目 3–4         | 西幕下10枚目 3–4        | 西幕下15枚目 3–4        | 西幕下21枚目 3–3 1引分      | 東幕下21枚目 4–3        | 西幕下13枚目 4–3            |
| 1987年 （昭和62年） | 西幕下8枚目 6–1         | 西幕下筆頭 4–3          | 西十両12枚目 5–10       | 西幕下5枚目 3–4             | 西幕下10枚目 4–3        | 西幕下5枚目 3–4             |
| 1988年 （昭和63年） | 東幕下11枚目 3–4        | 東幕下16枚目 4–3        | 東幕下11枚目 5–2        | 西幕下4枚目 3–4             | 西幕下9枚目 4–3         | 東幕下6枚目 5–2             |
| 1989年 （平成元年） | 西幕下2枚目 2–5         | 西幕下14枚目 5–2        | 西幕下5枚目 3–4         | 東幕下11枚目 1–6            | 東幕下39枚目 引退 0–0–7 | x                           |
| 各欄の数字は、「勝ち-負け-休場」を示す。 優勝 引退 休場 十両 幕下 三賞：敢=敢闘賞、殊=殊勲賞、技=技能賞 その他：★=金星 番付階級：幕内 - 十両 - 幕下 - 三段目 - 序二段 - 序ノ口 幕内序列：横綱 - 大関 - 関脇 - 小結 - 前頭（「#数字」は各位内の序列） |                         |                         |                         |                             |                         |                             |

## 改名歴
- 市ノ渡 三四四（いちのわたり みつよし）1982年3月場所 - 1989年9月場所

## 親族
- 魁輝薫秀（元関脇・現大島親方） 母方の従兄